# Майстер-банк
Майстер-Банк (ВАТ «Майстер-Банк») — універсальний банк з наданням усіх видів банківських послуг. Мав 12 відділень з більш ніж 100 офісами в 10 регіонах Росії. Центральний офіс Майстер-Банку розташовувався в Москві.
Банк був заснований в 1992 році. У 2010 році йому було присвоєно рейтинг кредитоспроможності А «Високий рівень кредитоспроможності» (рейтингове агентство «Експерт РА») і він займав 2-е місце в рейтингу «Найбільш надійні з 100 найбільших російських банків» журналу «Профіль». В листопада 2013 року ліцензія Майстер-Банку на здійснення банківської діяльності відкликана Центробанком Росії. 16 січня 2014 Арбітражний суд міста Москви визнав Майстер-банк банкрутом.
Емблема банку повторює символ триєдності — атрибута вчення Реріхів, Живої етики. Слово «Майстер» в назві банку також має відношення до вчення, у якому так називають Махатму Моріа.